# شنگرف

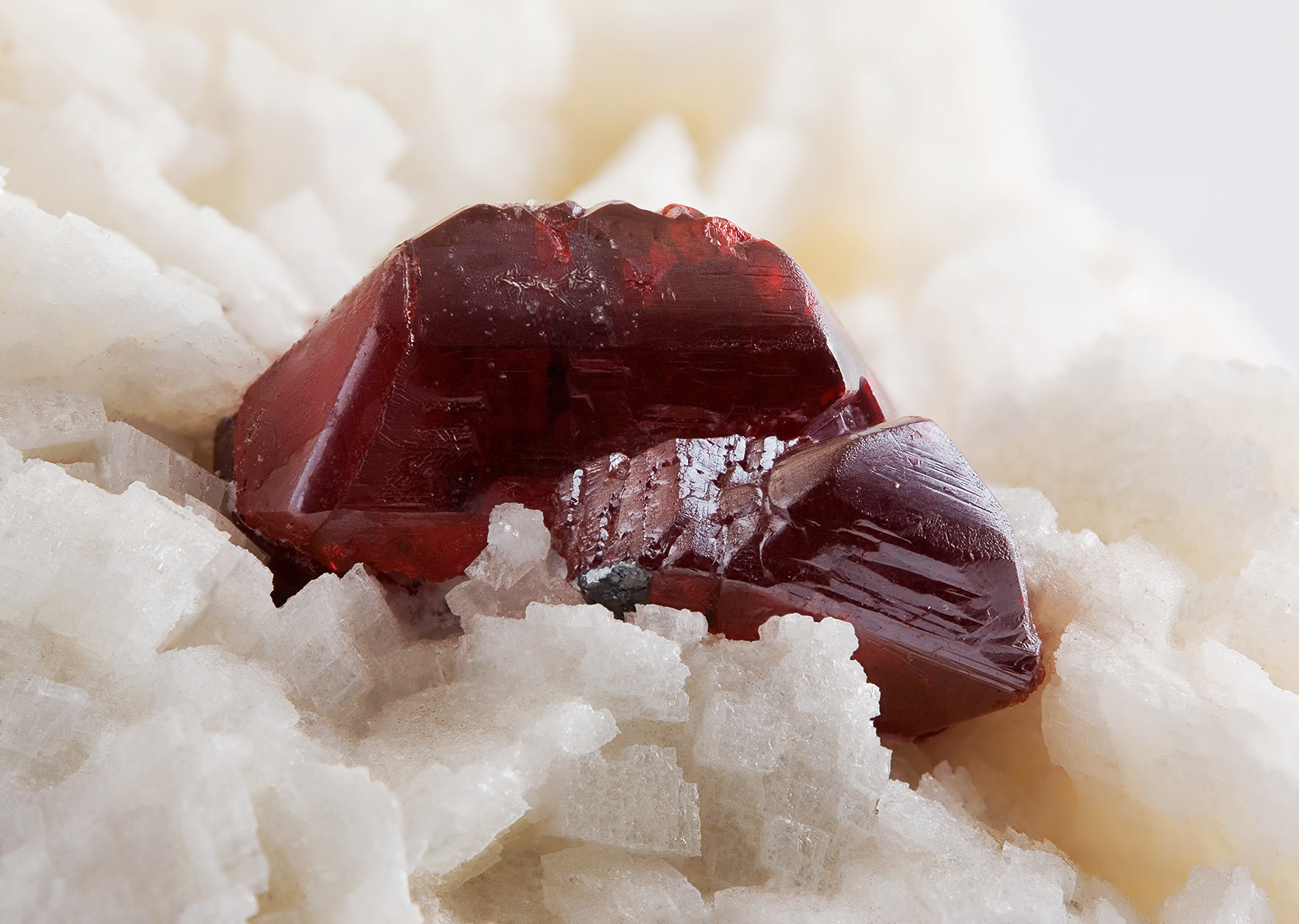
شنگرف بر روی دولومیت

شنگرف یا سینابر (Cinabre یا Cinnabar) با فرمول شیمیایی HgS از مجموعه کانی‌هاست. در طبیعت به صورت بلور موجود است ولی به‌طور صنعتی نیز تولید می‌شود. شنگرف در شعله بخار می‌شود و در اسید نیتریک و اسید سولفوریک نامحلول است. شنگرف جسمی دارای بلورهای شش گوش قرمز رنگ است. آن را با هدایت گاز هیدروژن سولفید (H2S) به محلول نمک‌های جیوه تهیه می‌کنند. کانیهای مشابه آن رآلگار، پروستیت، کوپریت، روتیل، هماتیت و غیره است.
شنگرف در ابتدا سیاه رنگ بوده ولی بعد از حرارت دادن به گونه پایدار قرمز، تغییر می‌یابد. در لاتین آن را به نام Cinnabar (سینابر) می‌شناسند. همچنین بخش نخست واژۀ فارسی یعنی «شِن»، با بخش نخست واژۀ انگلیسی یعنی «Cin» نیز از دیدگاه آوایی بسیار نزدیک هستند.

## هم‌آیند کانی‌شناختی
همایند کانی‌شناسی (پارانژ) آن رآلگار، پروستیت، کوپریت، روتیل، هماتیت، استیبین، پیریت، مارکاسیت، کالسدوئن، کوارتز است.

## کاربرد
شنگرف کانسار مهم جیوه است.
از نظر ژیزمان بلورهای کمیاب - آگرگاتهای دانه‌ای - توده‌ای - پسودومرف تقریباً کمیاب است و بیشتر در آلمان غربی، یوگسلاوی، چک اسلواکی، روسیه، آمریکا، چین و اسپانیا یافت می‌شود.
برای تولید رنگ قرمز شنگرفی در نقاشی به کار می‌رود. همچنین قدیم در نگارش نسخ خطی برای نوشتن به رنگ قرمز به کار می‌رفته‌است. برای نمونه می‌توان به قرآن سی پاره ۱۷۳۲ در کتابخانه شاهچراغ اشاره نمود.